# Rachtkhvar
Rachtkhvar (ou Rashtkhvar ; en persan : رشتخوار / Raštxvâr) est une ville située au nord-est de l'Iran, dans la province du Khorassan-e Razavi.